# Anya Taylor-Joy
Anya-Josephine Marie Taylor-Joy (Miami, 16 de abril de 1996) es una actriz y modelo británica y estadounidense, nacida en Miami y criada entre Buenos Aires (Argentina) y Londres (Reino Unido).
Ha recibido varios premios, incluido un Globo de Oro, un Premio del Sindicato de Actores y un Premio de la Crítica Televisiva, además de recibir nominaciones a los Premios BAFTA y a los Premios Primetime Emmy. En 2021, la revista Time la colocó en la lista «Los próximos 100 de Time».
De madre inglesa y española y padre argentino de raíces escocesas, Taylor-Joy dejó la escuela a los dieciséis años y comenzó su carrera como actriz. Después de pequeños papeles en televisión, debutó en el cine con el papel principal de Thomasin en la película de terror La bruja (2015), que le valió un premio Gotham y un premio Empire. Luego protagonizó la película de terror Split (2016) y la comedia negra Thoroughbreds (2017); ese mismo año, obtuvo una nominación al Premio BAFTA a la estrella emergente y ganó el Trophée Chopard del Festival Internacional de Cine de Cannes. También apareció en la miniserie dramática La casa de las miniaturas (2017), en la quinta y sexta temporada del drama policial televisivo Peaky Blinders (2019-2022) y The Dark Crystal: Age of Resistance (ambas de 2019), y en la película de superhéroes Glass (2019), retomando su papel de Split.
Recibió elogios por interpretar a dos personajes principales: Emma Woodhouse en Emma, adaptación de Jane Austen, y Beth Harmon en la miniserie de Netflix, Gambito de dama (ambas de 2020); por esta última, ganó el Premio de la Crítica Televisiva a la mejor actriz en película/miniserie, el Premio Globo de Oro a la mejor actriz de miniserie o telefilme, el Premio del Sindicato de Actores a la mejor actriz de televisión - miniserie o telefilme y recibió una nominación para el Premio Primetime Emmy a la mejor actriz - Miniserie o telefilme. Desde entonces, ha protagonizado las películas Last Night in Soho (2021), The Northman y The Menu (ambas de 2022), obteniendo otra nominación al Globo de Oro por la última de ellas.

## Biografía
Nació el 16 de abril de 1996 en Miami, Florida, fruto de la relación entre el escocés argentino Dennis Alan Taylor y la angloespañola Jennifer Marina Joy. Ha declarado que su nacimiento fue una «casualidad», ya que sus padres estaban de vacaciones en la ciudad de Miami en ese momento. Debido a ello, tiene la nacionalidad estadounidense gracias a la ley de nacionalidad Ius soli del país. Es la menor de seis hermanos, cuatro de los cuales son del matrimonio anterior de su padre.
Su padre nació en Escocia, fue un banquero internacional y posteriormente corredor profesional de lanchas a motor por Argentina, llegando a ser ganador de los campeonatos sudamericanos 1982, 1986 y 1988 y los campeonatos mundiales de 1987 y 1988. Su madre, de profesión psicóloga,nació en Zambia, debido al trabajo de su padre como diplomático, pero creció en Zaragoza, España, donde solía vivir antes de irse a África y en donde aún reside la abuela materna de la actriz.
Al poco tiempo de haber nacido Anya, a su padre le ofrecieron un trabajo en Buenos Aires por lo que toda la familia se trasladó. Allí su padre desarrolló su carrera como corredor de lanchas y también incursionó en el conservacionismo junto a su esposa, siendo fundadores de la Reserva Natural Achalay en el bajo delta del Paraná, a 22 kilómetros al norte de la ciudad de Buenos Aires. En ese lapso, es que su padre obtuvo la nacionalidad argentina.
Anya vivió en San Isidro, ciudad de la zona norte del Gran Buenos Aires, hasta los seis años, tiempo durante el cual asistió a educación preescolar en la escuela bilingüe español-inglés Northlands School. Luego su familia se mudó al área de Victoria, en Londres. Ella experimentó la mudanza como algo «traumático» e, inicialmente, se negó a aprender inglés con la esperanza de que sus padres hicieran regresar a la familia a Argentina. Actualmente habla español e inglés con fluidez.
En Londres, asistió a educación primaria y secundaria en la Hill House International Junior School y la Queen's Gate School, llegando a actuar en producciones escolares. En ese tiempo además se formó en danza y estudió ballet hasta los 15 años.
Dejó la escuela a la edad de 16 años, citando como motivo el acoso de sus compañeros; ella recordó:

«Argentina es toda verde y tuve caballos y animales por todos lados. De repente estaba en una gran ciudad y no hablaba el idioma. Realmente sentía que no encajaba en ninguna parte. Yo era demasiado inglesa para ser argentina, demasiado argentina para ser inglesa, demasiado estadounidense para ser cualquier cosa. Los niños simplemente no me entendían de ninguna forma. Solía quedar encerrada en los casilleros. Pasé mucho tiempo en la escuela llorando en los baños».

A los 17 años, la fundadora de Storm Model Management, Sarah Doukas, la conoció mientras Anya paseaba a su perro frente a los grandes almacenes Harrods en el barrio de Knightsbridge, en Londres, y quiso contratarla como modelo para su agencia. Firmó contrato, pero la actuación siguió siendo su pasión y su objetivo. Durante una sesión de modelaje para promocionar la serie de televisión Downton Abbey, que casi había rechazado porque estaba estudiando para sus exámenes de GCSE, uno de los actores de la serie, Allen Leech, notó a Anya haciendo trámites para el equipo y recitando el poema de Seamus Heaney «Digging» para una próxima prueba de pantalla, y le presentó a su agente, con quien firmó un contrato como actriz.

## Trayectoria profesional

### Primeros trabajos y consolidación (2013-2019)

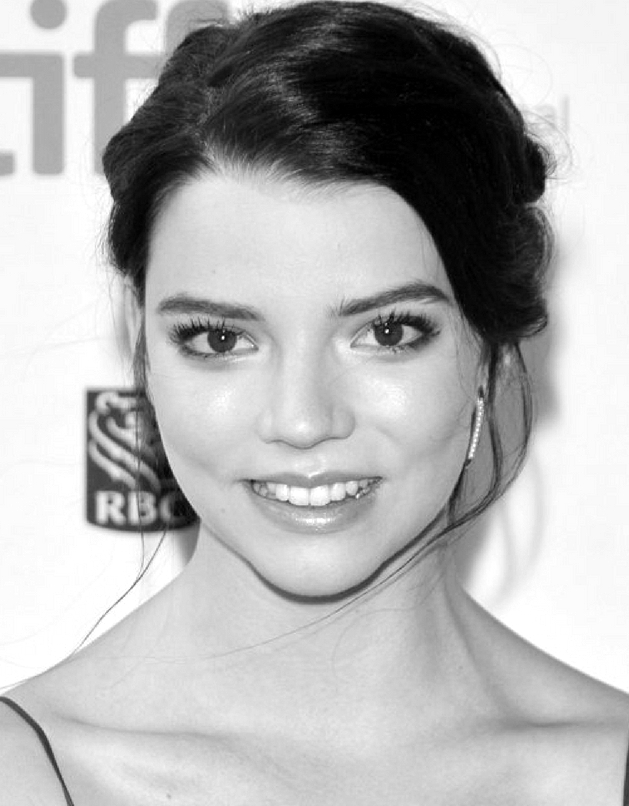
Taylor-Joy en 2017.

Taylor-Joy fue eliminada del corte final de su primer papel actoral como Chica alimentadora de fondo en la comedia de terror y fantasía Vampire Academy de 2014, y su papel no fue acreditado. Hizo su debut televisivo como Philippa Collins-Davidson en un episodio de la serie dramática de detectives Endeavour, y luego apareció en un arco de varios episodios de la serie dramática de aventuras y fantasía de 2015 Atlantis. Su gran papel fue en The Witch, una película de terror de época dirigida por Robert Eggers, que cuenta la historia de una familia puritana que se encuentra con las fuerzas del mal en los bosques más allá de su granja de Nueva Inglaterra. Se estrenó en el Festival de Cine de Sundance de 2015 con gran éxito de crítica, y se elogió la actuación de Taylor-Joy. Anthony Lane, de The New Yorker, escribió: «Taylor-Joy es notable en el papel, su inocencia con los ojos muy abiertos se entrelaza con un hilo de astucia, prueba de su ingenio rápido, apenas inusual en una chica inteligente y curiosa, o de algún propósito malvado». La película fue un éxito comercial, y ganó el Premio Gotham como Actriz revelación y el Premio Empire a la mejor revelación femenina.
Al año siguiente, protagonizó la película de terror y ciencia ficción Morgan de Luke Scott, interpretando al personaje principal. Recibió críticas negativas y fue un fracaso comercial, pero John Serba de Booth Michigan escribió que «Taylor-Joy nos desarma con una actuación que se tambalea profundamente entre la inocencia de una niña pequeña y la crueldad de los ojos muertos». Luego protagonizó la película dramática Barry, que se centró en un joven Barack Obama durante su primer año en la Universidad de Columbia en 1981; se estrenó en el Festival Internacional de Cine de Toronto de 2016. El mismo año, la imagen de Taylor-Joy obtuvo la licencia de Storm Management para representar al personaje de Valkyrie Cain en la portada del décimo aniversario de Skulduggery pleasant y, posteriormente, en las portadas de los libros séptimo, octavo, noveno y decimocuarto de la serie, antes ella apareció en el video musical del remix de Skrillex de la canción «Red Lips» de GTA.
En 2016, fue elegida junto a James McAvoy en Split de M. Night Shyamalan, donde interpretó a Casey Cooke, una adolescente secuestrada por un hombre con múltiples personalidades (McAvoy). Fue un éxito comercial, recaudando 278,5 millones de dólares con un presupuesto de 9 millones de dólares. Su siguiente película ese año fue el debut como director de Cory Finley, Thoroughbreds. Fue coprotagonizada por Olivia Cooke y Anton Yelchin en su último papel cinematográfico. Taylor-Joy interpretó a Lily, una estudiante de secundaria que planea matar a su padrastro a través de un contrato con un traficante de drogas. Se estrenó en el Festival de Cine de Sundance de 2017; David Ehrlich de IndieWire calificó su actuación como «cautivadora». Su tercer lanzamiento en 2017 fue el misterio de terror Marrowbone de Sergio G. Sánchez, cuyo reparto elogiado por los críticos; Tasha Robinson de The Verge escribió que Taylor-Joy aportó «una calidez tímida y atractiva» a un personaje inconsistente. Taylor-Joy fue nominada para el Premio BAFTA a la estrella emergente y recibió el Trophée Chopard en el Festival Internacional de Cine de Cannes ese año. En diciembre de 2017, interpretó a Petronella Oortman en la miniserie dramática de época de BBC One The Miniaturist, basada en la novela del mismo nombre de Jessie Burton.

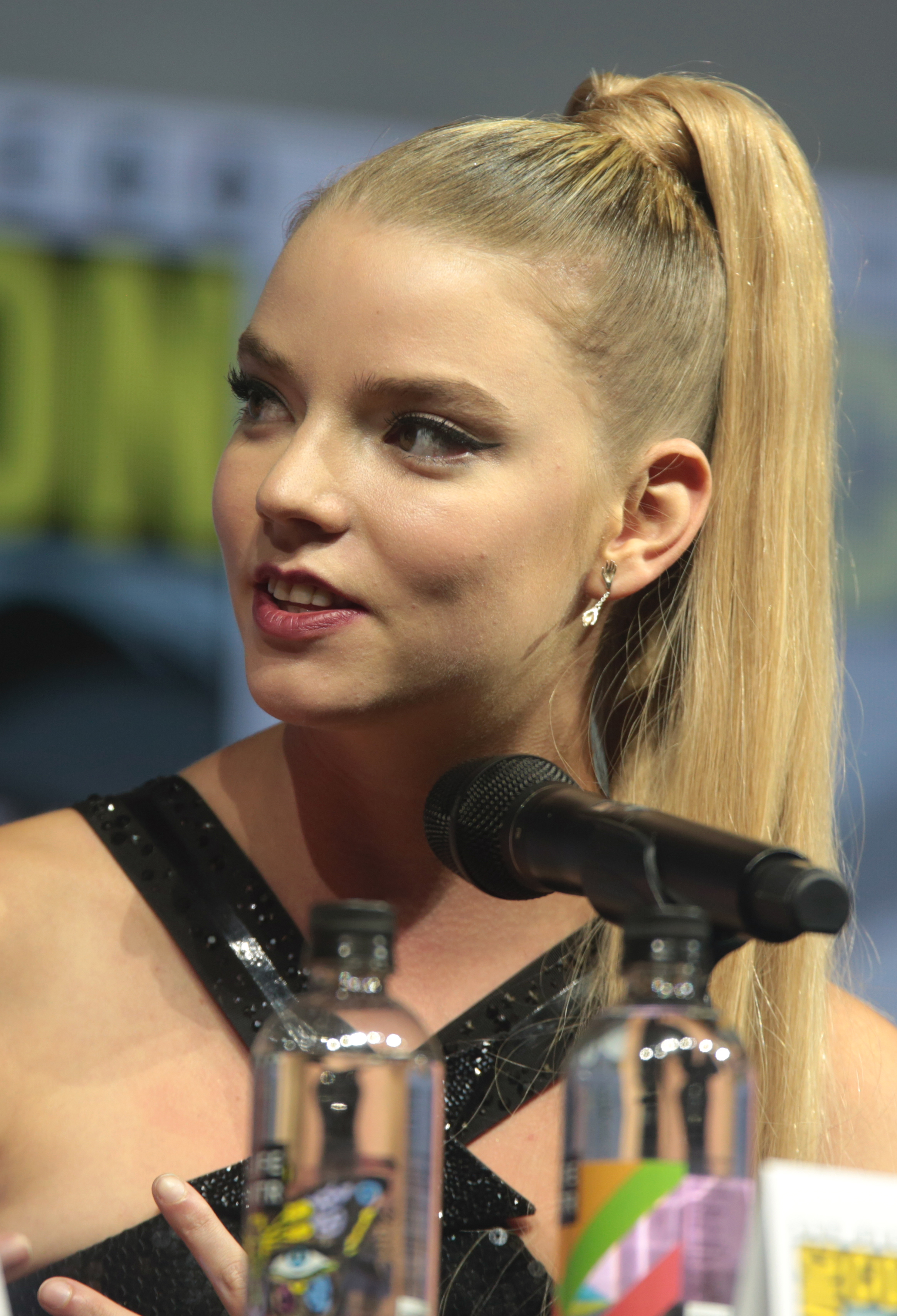
Taylor-Joy en la Convención Internacional de Cómics de San Diego de 2018.

Taylor-Joy repitió su papel de Casey Cooke en la película psicológica de superhéroes Glass de 2019, la película final de la trilogía cinematográfica Unbreakable, que aparece con McAvoy, Samuel L. Jackson y Sarah Paulson. Fue un éxito comercial, recaudando $247 millones en todo el mundo, pero recibió críticas mixtas, a diferencia de su predecesor. Más tarde ese año, apareció en el documental Love, Antosha, sobre la vida y la carrera de su difunto coprotagonista Anton Yelchin; y en el video musical de Hozier para su canción «Dinner & Diatribes». Sus siguientes dos películas de 2019, la película animada de aventuras musicales Playmobil: The Movie y la película dramática biográfica Radioactive, fueron fracasos comerciales. También prestó su voz al personaje de Brea en la serie de fantasía animada de Netflix The Dark Crystal: Age of Resistance. En su papel final de 2019, interpretó el papel protagonista, Gina Gray en la serie de drama criminal de época de BBC One, Peaky Blinders.

### Reconocimiento de la crítica (2020-)
En 2020, Taylor-Joy interpretó a Emma Woodhouse en el debut como directora de Autumn de Wilde, Emma, una adaptación de la novela homónima de Jane Austen de 1815. Al revisar la película, Peter Travers de Rolling Stone consideró a Taylor-Joy «incandescente». Taylor-Joy también interpretó a Illyana Rasputin/Magik, una mutante y hechicera rusa, en la película de terror de superhéroes The New Mutants. Originalmente estaba destinado a su lanzamiento en abril de 2018, pero experimentó varios retrasos; fue lanzado en 2020.

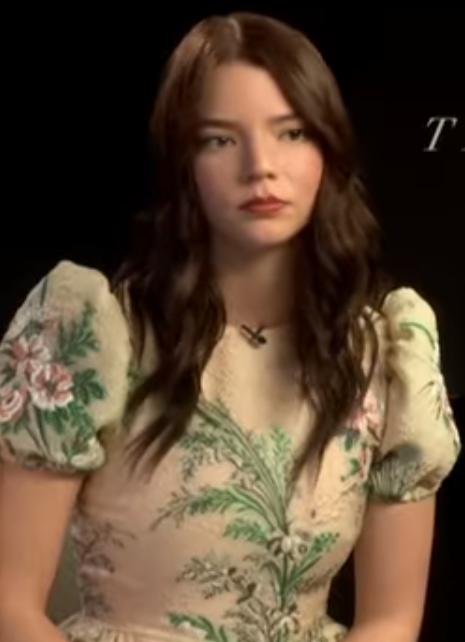
Taylor-Joy en 2017.

Taylor-Joy protagonizó la miniserie de Netflix The Queen's Gambit (Gambito de dama, en español) como Beth Harmon, una huérfana prodigio del ajedrez en su ascenso a la cima del mundo del ajedrez mientras luchaba contra la dependencia a las drogas y el alcohol. La serie y su actuación recibieron elogios generalizados de la crítica. Netflix anunció que había sido vista por 62 millones de hogares en sus primeros 28 días de lanzamiento, convirtiéndose en su «serie limitada con el guion más largo hasta la fecha». Darren Franich de Entertainment Weekly calificó la actuación de Taylor-Joy como «oscuramente fascinante» y notó cómo ella «sobresale en los momentos tranquilos, [con] sus párpados entrecerrándose mientras diezma a un oponente, [y] todo su cuerpo físicamente desesperado cuando el juego se vuelve en su contra». De manera similar, Caroline Framke de Variety encontró que ella es «tan magnética que cuando mira fijamente a la cámara, su mirada pétrea amenaza con atravesarla». Taylor-Joy recibió numerosos elogios por su actuación, incluyendo ganar un Globo de Oro, un Premio del Sindicato de Actores y un Premio de la Crítica Televisiva.

Taylor_Joy junto al productor William Horberg en el rodaje de The Queen's Gambit.

En 2020, apareció a continuación en la película dramática Here Are the Young Men, dirigida por Eoin Macken y basada en la novela del mismo nombre de Rob Doyle. En 2021, protagonizó la película de terror psicológico Last Night in Soho de Edgar Wright. En la película, interpretó una versión de la canción de Petula Clark, «Downtown»; se lanzó un video musical de Taylor-Joy interpretando la canción fuera de lugar en un estudio de grabación para coincidir con el lanzamiento de la película.
En 2022, Taylor-Joy volvió a formar equipo con el cineasta Robert Eggers para un papel protagonista en la epopeya histórica The Northman, que se describió como «una saga de venganza vikinga ambientada en Islandia a principios del siglo X». La película fue lanzada con una recepción crítica positiva. Tuvo un pequeño papel en la comedia de época de conjunto de David O. Russell Amsterdam, que recibió una recepción crítica y de taquilla deficientes. El mes siguiente se estrenó The Menu, de Mark Mylod, en la que Taylor-Joy actuó junto a Nicholas Hoult y Ralph Fiennes. La película fue lanzada con críticas en gran medida positivas y su actuación recibió elogios, lo que le valió otra nominación al Globo de Oro.
Taylor-Joy interpretará a continuación al personaje titular en la película de acción Furiosa: A Mad Max Saga de George Miller, que servirá como precuela de la película de 2015 Mad Max: Fury Road. También tuvo un papel de voz como la Princesa Peach en la película animada The Super Mario Bros. Movie.

## Imagen de los medios
The Hollywood Reporter nombró a Taylor-Joy en su lista de Hollywood's Rising Stars 35 and Under de 2016, y fue incluida en una lista similar compilada por la revista W en 2017. En 2019, apareció en la lista anual Forbes 30 Under 30, una compilación de «los jóvenes emprendedores, innovadores y revolucionarios más brillantes del mundo». En 2020, fue nombrada «Artista revelación» del año por Associated Press y «Estrella revelación de 2020» por el New York Post. En 2021, la revista Time incluyó a Taylor-Joy en su lista 100 Next de «líderes emergentes que están dando forma al futuro», con un tributo escrito por el ex campeón mundial de ajedrez Garry Kasparov.
Ha sido embajadora de marcas como Viktor & Rolf, Tiffany & Co. Moda y maquillaje de Dior, y Jaeger-LeCoultre.

## Vida personal
Durante sus primeros años en Inglaterra sufrió bullying en la escuela por sus particulares ojos «saltones y separados», a los que comparaban con los ojos de un pez y reveló que no se sentía lo suficientemente atractiva para ser una actriz de Hollywood: «No creo que sea lo suficientemente guapa para hacer cine. Suena patético». Sin embargo, reveló que su entonces novio, el fotógrafo británico de celebridades Ben Seed, le había dicho que estaba muy equivocada: «Me avisó de que la gente pensaría que soy una absoluta idiota por decir estas cosas, pero yo creo que soy rara».
Le encanta leer, y ha mencionado que algunas de sus comidas preferidas son las de Argentina como las empanadas, el pan de provolone y los churros con dulce de leche.
Según su opinión, su manera de ser deriva principalmente del país en el que se crio de niña: «Mi calidad y actitud de vida es argentina y agradezco mucho esa parte de mi historia, me siento orgullosa de venir de Argentina».
En 2021, inició una relación con el músico estadounidense Malcolm McRae, líder de la banda de rock More. En octubre de 2023, circularon rumores de que la pareja se había casado el último fin de semana de septiembre, en el Palazzo Pisani Moretta de Venecia, Italia,aunque la ceremonia tuvo lugar un año después de que algunos medios de comunicación informaran que la pareja había celebrado una boda privada en un juzgado de Estados Unidos, y que se reportara que ella había empezado a presentar a McRae como su marido públicamente. Finalmente, la propia actriz confirmó en su cuenta de Instagram que se casó con McRae en una ceremonia privada en Nueva Orleans el 1 de abril de 2022.

## Filmografía

### Largometrajes
| Año  | Título                         | Personaje                | Ref.    |
| ---- | ------------------------------ | ------------------------ | ------- |
| 2015 | La bruja                       | Thomasin                 | [ 34 ]  |
| 2016 | Morgan                         | Morgan                   | [ 93 ]  |
| 2016 | Barry                          | Charlotte Baughman       | [ 40 ]  |
| 2016 | Split                          | Casey Cooke              | [ 43 ]  |
| 2017 | El secreto de Marrowbone       | Allie                    | [ 45 ]  |
| 2017 | Thoroughbreds                  | Lily Reynolds            | [ 94 ]  |
| 2019 | Glass                          | Casey Cooke              | [ 95 ]  |
| 2019 | Playmobil: La película         | Marla Brenner            | [ 96 ]  |
| 2019 | Radioactive                    | Irene Curie              | [ 97 ]  |
| 2020 | Emma                           | Emma Woodhouse           | [ 98 ]  |
| 2020 | Here Are the Young Men         | Jen                      | [ 99 ]  |
| 2020 | The New Mutants                | Illyana Rasputin / Magik | [ 100 ] |
| 2021 | Last Night in Soho             | Sandie                   | [ 66 ]  |
| 2022 | El hombre del norte            | Olga                     | [ 69 ]  |
| 2022 | El menú                        | Margot Mills / Erin      | [ 74 ]  |
| 2022 | Amsterdam                      | Libby Voze               | [ 72 ]  |
| 2023 | Super Mario Bros.: la película | Princesa Peach (voz)     | [ 101 ] |
| 2024 | Dune: Part Two                 | Alia Atreides            | [ 102 ] |
| 2024 | Furiosa: de la saga Mad Max    | Imperator Furiosa        | [ 76 ]  |
| 2025 | El abismo secreto              | Drasa                    | [ 103 ] |
| 2026 | The Super Mario Bros. Movie 2  | Princesa Peach (voz)     |         |
| TBA  | Sacrifice                      | Joan                     | [ 104 ] |

### Cortometrajes
| Año  | Título      | Personaje | Ref.    |
| ---- | ----------- | --------- | ------- |
| 2018 | Crossmaglen | Ana       | [ 105 ] |

### Documentales
| Año  | Título        | Personaje  | Ref.    |
| ---- | ------------- | ---------- | ------- |
| 2019 | Love, Antosha | Ella misma | [ 106 ] |

### Series de televisión
| Año       | Título                              | Personaje                         | Notas                             | Ref.    |
| --------- | ----------------------------------- | --------------------------------- | --------------------------------- | ------- |
| 2014      | Endeavour                           | Philippa Collins-Davidson         | Episodio: «Nocturne»              |         |
| 2015      | Atlantis                            | Cassandra                         | Personaje recurrente, 6 episodios | [ 107 ] |
| 2017      | La casa de las miniaturas           | Petronella «Nella» Oortman Brandt | 3 episodios                       | [ 108 ] |
| 2019      | The Dark Crystal: Age of Resistance | Brea (voz)                        | Elenco principal                  | [ 109 ] |
| 2019-2022 | Peaky Blinders                      | Gina Gray                         | 11 episodios                      | [ 110 ] |
| 2020      | Gambito de dama                     | Beth Harmon                       | Miniserie                         | [ 111 ] |

### Películas de televisión
| Año  | Título       | Personaje | Ref.    |
| ---- | ------------ | --------- | ------- |
| 2015 | Viking Quest | Mani      | [ 112 ] |

### Videos musicales
| Año  | Título                    | Artista                          | Papel  | Ref.    |
| ---- | ------------------------- | -------------------------------- | ------ | ------- |
| 2015 | Red Lips (Skrillex remix) | Good Times Ahead (con Sam Bruno) | Chica  | [ 113 ] |
| 2019 | Dinner & Diatribes        | Hozier                           | Esposa | [ 114 ] |

## Premios y nominaciones

### Premios principales
| Año  | Premio                           | Categoría                                                | Trabajo nominado | Resultado | Ref.    |
| ---- | -------------------------------- | -------------------------------------------------------- | ---------------- | --------- | ------- |
| 2021 | Premios Globo de Oro             | Mejor actriz - Comedia o musical                         | Emma             | Nominada  | [ 115 ] |
| 2021 | Premios Globo de Oro             | Mejor actriz en una miniserie o telefilme                | Gambito de dama  | Ganadora  | [ 116 ] |
| 2021 | Premios de la Crítica Televisiva | Mejor actriz en una miniserie o película                 | Gambito de dama  | Ganadora  | [ 117 ] |
| 2021 | Premios del Sindicato de Actores | Mejor actriz en una miniserie o película para televisión | Gambito de dama  | Ganadora  | [ 118 ] |
| 2021 | Premios Primetime Emmy           | Mejor actriz principal en una serie limitada o película  | Gambito de dama  | Nominada  | [ 119 ] |
| 2023 | Premios Globo de Oro             | Mejor actriz - Comedia o musical                         | El menú          | Nominada  | [ 120 ] |

### Otros premios
| Año  | Premio                                                 | Categoría                                                                         | Trabajo nominado   | Resultado | Ref.    |
| ---- | ------------------------------------------------------ | --------------------------------------------------------------------------------- | ------------------ | --------- | ------- |
| 2016 | Premios Gotham                                         | Actor revelación                                                                  | La bruja           | Ganadora  | [ 121 ] |
| 2016 | Premios del Círculo de Críticos de Londres             | Joven intérprete británico/irlandés del año                                       | La bruja           | Nominada  | [ 122 ] |
| 2016 | Asociación de críticos de cine de Washington D. C.     | Mejor actuación joven                                                             | La bruja           | Nominada  | [ 123 ] |
| 2016 | Sociedad de críticos de cine de San Diego              | Artista revelación                                                                | La bruja           | Nominada  | [ 124 ] |
| 2016 | Asociación de críticos de cine de Austin               | Premio al artista revelación                                                      | La bruja           | Nominada  | [ 125 ] |
| 2016 | Sociedad de críticos de cine de Phoenix                | Mejor actuación joven                                                             | La bruja           | Ganadora  | [ 126 ] |
| 2016 | Premios Fright Meter                                   | Mejor actriz protagónica                                                          | La bruja           | Ganadora  | [ 127 ] |
| 2016 | Premios Golden Schmoes                                 | Actuación revelación del año                                                      | La bruja           | 2° lugar  | [ 128 ] |
| 2016 | Premios BloodGuts UK Horror                            | Premio al artista revelación                                                      | La bruja           | Nominada  | [ 129 ] |
| 2016 | IGN Summer Movie Awards                                | Mejor actriz de cine                                                              | La bruja           | Nominada  | [ 130 ] |
| 2016 | Premios Internacionales de Cine Online                 | Mejor actriz                                                                      | La bruja           | Nominada  | [ 131 ] |
| 2016 | New Mexico Film Critics                                | Mejor actriz juvenil                                                              | La bruja           | Ganadora  | [ 132 ] |
| 2017 | Premios Empire                                         | Mejor actriz principiante                                                         | La bruja           | Ganadora  | [ 133 ] |
| 2017 | Premios Saturn                                         | Mejor interpretación de una actriz joven                                          | La bruja           | Nominada  | [ 134 ] |
| 2017 | Premios Fangoria Chainsaw                              | Mejor actriz                                                                      | La bruja           | Ganadora  | [ 135 ] |
| 2017 | Asociación de cine y televisión en línea               | Mejor actuación revelación - Mujer                                                | La bruja           | Nominada  | [ 136 ] |
| 2017 | Premios de críticos de cine de Seattle                 | Mejor actuación joven                                                             | La bruja           | Ganadora  | [ 137 ] |
| 2017 | Asociación de Críticos de Cine de Ohio Central         | Artista de cine revelación                                                        | Ella misma         | Nominada  | [ 138 ] |
| 2017 | Gold Derby Awards                                      | Mejor intérprete revelación                                                       | Ella misma         | Nominada  | [ 139 ] |
| 2017 | Premios BAFTA                                          | Premio BAFTA a la estrella emergente                                              | Ella misma         | Nominada  | [ 140 ] |
| 2017 | Festival Internacional de Cine de Cannes               | Trophée Chopard                                                                   | Ella misma         | Ganadora  | [ 47 ]  |
| 2018 | Premios BloodGuts UK Horror                            | Mejor actriz de reparto                                                           | Split              | Nominada  | [ 141 ] |
| 2018 | Premios Internacionales de Cine Online                 | Mejor actriz                                                                      | Thoroughbreds      | Nominada  | [ 142 ] |
| 2018 | Premios del Círculo de Críticos de Londres             | Joven intérprete británico/irlandés del año                                       | Thoroughbreds      | Nominada  | [ 143 ] |
| 2020 | Días de Cine Awards                                    | Mejor actriz extranjera                                                           | Emma               | 5° lugar  | [ 144 ] |
| 2020 | Asociación de Críticos de Hollywood                    | Mejor actriz                                                                      | Emma               | Nominada  | [ 145 ] |
| 2021 | Asociación de Periodistas de Cine de Indiana           | Mejor actriz                                                                      | Emma               | Nominada  | [ 146 ] |
| 2021 | Premios Satellite                                      | Satellite a la mejor actriz - Comedia o musical                                   | Emma               | Nominada  | [ 147 ] |
| 2021 | Premios Satellite                                      | Mejor actriz de miniserie o película para televisión                              | Gambito de dama    | Nominada  | [ 147 ] |
| 2021 | Premios IGN                                            | Mejor interpretación dramática en una serie de TV                                 | Gambito de dama    | Nominada  | [ 148 ] |
| 2021 | Time 100 Next                                          | Fenómenos                                                                         | Ella misma         | Ganadora  | [ 149 ] |
| 2021 | AACTA International Awards                             | Mejor actriz en una serie                                                         | Gambito de dama    | Ganadora  | [ 150 ] |
| 2021 | MTV Movie & TV Awards                                  | Mejor actuación en un espectáculo                                                 | Gambito de dama    | Nominada  | [ 151 ] |
| 2021 | TCA Awards                                             | Logros individuales en teatro                                                     | Gambito de dama    | Nominada  | [ 152 ] |
| 2021 | Hollywood Critics Association TV Awards                | Mejor actriz en una serie limitada, serie de antología o película para televisión | Gambito de dama    | Ganadora  | [ 153 ] |
| 2021 | Premios de la Asociación de Cine y Televisión en Línea | Mejor actriz en una película, serie limitada o de antología                       | Gambito de dama    | Ganadora  |         |
| 2022 | Premios Dead Meat                                      | Mejor actor de reparto                                                            | Last Night in Soho | Nominada  |         |
| 2022 | Critics' Choice Super Awards                           | Mejor actriz en una película de terror                                            | Last Night in Soho | Nominada  |         |